# Webcaché
Webcaché es una característica de algunos clientes P2P de la red eDonkey, como son Lphant y algunos mods de eMule, y hace uso del proxy-caché. Se trata de una máquina usada por empresas que ofrecen internet, los ISP; y que generalmente se utilizan para ahorrar tráfico de datos a los ISP en la navegación por Internet. Estas máquinas "guardan" en su memoria lo que acaba de pasar por ella en el tránsito de un PC a otro.
Los usuarios que usan la opción Webcaché de estos programas, suben un trozo del archivo que comparten. De esta forma, se permite que otro usuario que pida al usuario fuente inicial ese trozo de archivo, en realidad le pida el mismo trozo de archivo al proxy-caché, que lo tiene en su memoria; la cual es mucho más rápido que el uploader. El usuario 2 se lo pide entonces al proxy caché y se baja el archivo a una gran velocidad sin gastar ancho de banda del uploader. Estas máquinas proxy tienen un ancho de banda gigantesco, más que cualquier conexión actual entre usuarios, con lo cual te permiten aprovechar la velocidad de conexión, siempre que no se colapsen.
En la actualidad la opción de webcaché ha caído en desuso debido a que los ISPs han dejado de usar proxy-caché. Debido a esto, los mods más importantes del eMule han sacado esta característica de entre sus opciones.